# Ocotea cantareirae
Ocotea cantareirae är en lagerväxtart som beskrevs av Vattimo. Ocotea cantareirae ingår i släktet Ocotea och familjen lagerväxter. Inga underarter finns listade i Catalogue of Life.